# Campionati europei di ciclismo su strada 2007 - Gara in linea maschile Under-23
La gara in linea maschile Under-23 dei Campionati europei di ciclismo su strada 2007 è stata corsa il 22 luglio 2007 in Bulgaria, con partenza ed arrivo a Sofia, su un percorso totale di 168 km. La medaglia d'oro è stata vinta dal russo Andrej Kljuev con il tempo di 3h54'49" alla media di 42,927 km/h, l'argento al lituano Ignatas Konovalovas e a completare il podio il lettone Normunds Lasis.
Al traguardo 102 corridori completarono la gara.

## Ordine d'arrivo (Top 10)
| Pos. | Corridore           | Squadra     | Tempo    |
| ---- | ------------------- | ----------- | -------- |
| 1    | Andrej Kljuev       | Russia      | 3h54'49" |
| 2    | Ignatas Konovalovas | Lituania    | a 2"     |
| 3    | Normunds Lasis      | Lettonia    | a 13"    |
| 4    | Pawel Wachik        | Polonia     | s.t.     |
| 5    | Ben Swift           | Regno Unito | s.t.     |
| 6    | Jacopo Guarnieri    | Italia      | s.t.     |
| 7    | Dmytro Krivtsov     | Ucraina     | s.t.     |
| 8    | Florian Vachon      | Francia     | s.t.     |
| 9    | Dominic Klemme      | Germania    | s.t.     |
| 10   | Martin Kohler       | Svizzera    | s.t.     |